# Adam Chudojan
Adam Geghami Chudojan (auch Adam Khudoyan, Adam Xowdoyan und Adam Hudoân, armenisch Ադամ Գեղամի Խուդոյան Adam Geghami Chudojan, russisch Адам Гегамович Худоян Adam Gegamowitsch Chudojan; * 21. Februar 1921 in Jerewan, Armenische SSR; † 1. April 2000 in Jerewan, Armenien) war ein armenischer Komponist.

## Leben und Werk
Adam Chudojan erhielt zunächst Unterricht an der Spendiarjan Musikschule. 1938 wurde an der Musikhochschule aufgenommen. Ab 1940 studierte er Komposition in der Klasse von W. G. Taljan (1896–1947) am Staatlichen Konservatorium Jerewan. 1945 wurde er dort graduiert. Darauf erhielt vertiefenden Unterricht bei Genrich Litinski (1901–1985) am Armenischen Kulturhaus in Moskau. Seit 1953 war er Mitglied der KPdSU. In den 1950ern wurden Kompositionen für Violoncello und Klavier veröffentlicht, so 1954 in Jerewan Поэма и Скерцо [Poem und Scherzo] und 1956 in Moskau ein Adagio. 1961 schrieb er eine Sonate für Violoncello solo, die als op. 22 veröffentlicht wurde. 1964 veröffentlichte er einen Liederzyklus zu Gedichten von Jeghische Tscharenz. Nachdem ihm 1965 der Ehrentitel Verdienter Künstler der Armenischen SSR verliehen worden war, folgten 1973 das zweite Cellokonzert, 1976 ein Streichquartett, 1977 eine Sonate für zwei Violoncelli und 1980 eine Sonate für Violine solo. Zwei weitere Sonaten für Violoncello solo folgten 1984 und 1993. 1985 wurde bei Leduc in Paris ein Album pour les adolescents für Violine und Klavier unter seinem Namen veröffentlicht. Eine weitere Kompositionen ist eine Elegie für Tuba solo, die 1991 bei der Edition Bim veröffentlicht wurde. Im Laufe der Jahre war er Direktor und musikalischer Leiter des Hauses der Komponisten Armeniens und geschäftsführender Sekretär der Gesellschaft der Komponisten Armeniens. 2001 erschienen in Jerewan seine Memoiren.

## Einspielungen
1980 wurde bei Melodiya eine LP mit Aufnahmen von Werken Adam Chudojans veröffentlicht. Eingespielt wurden das Cellokonzert Nr. 2 aus dem Jahr 1973, vier Romanzen mit Texten von Tscharenz, die Sonate für Violoncello solo in D-Dur aus dem Jahr 1961 und das Quartett für zwei Violinen, Viola und Violoncello aus dem Jahr 1976. Ausführende waren beim Cellokonzert Medeja Abramjan, das Rundfunk- und Fernsehsinfonieorchester Jerewan, die Sängerin Olga Gabajan sang die Romanzen und Feliks Simojajan spielte die Solocellosonate.

## Publikationen
- Adam Gegamowitsch Chudojan: Воспоминания [Memoiren]. Амроц груп [Amroz Grup], Jerewan, 2001